# Stigs Bjergby-Mørkøv Sogn
Stigs Bjergby-Mørkøv Sogn er et sogn i Holbæk Provsti (Roskilde Stift). Sognet blev dannet 1. december 2015 ved sammenlægning af Stigs Bjergby Sogn og Mørkøv Sogn.
I 1800-tallet var Mørkøv Sogn anneks til Stigs Bjergby Sogn. Begge sogne hørte til Tuse Herred i Holbæk Amt. Stigs Bjergby-Mørkøv sognekommune blev senere delt så hvert sogn blev en selvstændig sognekommune. Ved kommunalreformen i 1970 blev både Stigs Bjergby og Mørkøv indlemmet i Tornved Kommune, der ved strukturreformen i 2007 indgik i Holbæk Kommune.
I sognet ligger Stigs Bjergby Kirke og Mørkøv Kirke.